# Inter FS
Inter Movistar – hiszpański klub futsalu z Alcalá de Henares grający w hiszpańskiej ekstraklasie. Wielokrotny mistrz Hiszpanii i zwycięzca futsalowej Ligi Mistrzów.

## Historia
Chronologia nazw:
- 1977–1979: Hora XXV
- 1979–1981: Interviú Hora XXV
- 1981–1991: Interviú Lloyd's
- 1991–1996: Interviú Boomerang
- 1996–1999: Boomerang Interviú
- 1999–2000: Airtel Boomerang
- 2000–2002: Antena3 Boomerang
- 2002–2007: Boomerang Interviú
- 2007–2008: Interviú Fadesa
- 2008–...: Inter Movistar

W 1977 roku został założony futsalowy klub o nazwie Hora XXV.

## Sukcesy
Sukcesy krajowe
- Mistrzostwo Hiszpanii:
  - 1 miejsce (8x): 1989/90, 1990/91, 1995/96, 2001/02, 2002/03, 2003/04, 2004/05, 2007/08)
  - 2 miejsce (3x): 1994/95, 2006/07, 2008/09
- Puchar Hiszpanii:
  - zdobywca (7x): 1989/90, 1995/96, 2000/01, 2003/04, 2004/05, 2006/07, 2008/09
  - finalista (4x): 1996/97, 1998/99, 2002/03, 2005/06
- Superpuchar Hiszpanii:
  - zdobywca (10x): 1990, 1991, 1996, 2001, 2002, 2003, 2005, 2007, 2008, 2011
  - finalista (2x): 2004, 2010

Sukcesy międzynarodowe
- Klubowe Mistrzostwa Europy w futsalu
  - 1 miejsce (1x): 1991
  - 3 miejsce (1x): 1997
- Puchar UEFA w futsalu
  - 1 miejsce (3x): 2003/04, 2005/06, 2008/09
  - 2 miejsce (2x): 2006/07, 2009/10
  - 3 miejsce (2x): 2002/03, 2004/05
- Puchar Zdobywców Pucharów w futsalu
  - 1 miejsce (1x): 2007/08
- Interkontynentalny Puchar w Futsalu:
  - zdobywca (5x): 2005, 2006, 2007, 2008, 2011

## Kadra

### Bramkarze
| 1.  | Hiszpania | Luis Amado |
| 16. | Hiszpania | Juanjo     |

### Zawodnicy z pola
| 2.  | Brazylia  | Marquinho  |
| 3.  | Brazylia  | Cico       |
| 6.  | Brazylia  | Gabriel    |
| 8.  | Brazylia  | Schumacher |
| 10. | Hiszpania | Borja      |
| 12. | Brazylia  | Betao      |
| 14. | Brazylia  | Eka        |
| 15. | Hiszpania | Hugo       |
| 19. | Hiszpania | Juanra     |
| 23. | Hiszpania | Ortiz      |